# 夏琼寺
夏琼寺（藏語：བྱ་ཁྱུང་དགོན་，威利转写：bya khyung dgon），位于青海省海东市化隆回族自治县查甫藏族乡的深山中，属藏传佛教格鲁派。夏琼寺的寺名来自于它所处的山峰，因此山形如大鹏，故取名“夏琼”（藏语意为“鹏鸟”）。寺院为湟北四大名寺之一（广惠寺、却藏寺、佑宁寺、夏琼寺）。
寺院始建于元朝至正九年（1349年），是青海省最古老的寺院之一。创建者曲结顿珠仁钦是格鲁派始祖宗喀巴的老师。清乾隆帝曾敕赐有汉、藏、蒙、满4种文字的“法净寺”紫匾，从此夏琼寺由清朝政府拨专款供养。

## 建筑
占地面积300多亩，大小建筑群27处。有佛殿、僧舍2260多间，木式楼房26座。
灵塔殿中安奉着曲结顿珠仁钦的灵骨大银塔。